# Myriochele pygidialis
Myriochele pygidialis är en ringmaskart som beskrevs av Hartman 1960. Myriochele pygidialis ingår i släktet Myriochele och familjen Oweniidae. Inga underarter finns listade i Catalogue of Life.